# Rya, Helsingborgs kommun
Rya är en bebyggelse norr om Rydebäck i Kvistofta socken i Helsingborgs kommun. Från 2015 avgränsar SCB här en småort. Småorten Rya så som den avgränsas av SCB ska inte förväxlas med den medeltida byn Rya, belägen vid Ryavägen och Bredåkersvägen, strax öster om småorten. Småorten Rya består istället av koloniträdgårdsområdet Rya fritidsby och det mer sentida villaområdet Rya ängar, vilka byggts upp kring Rya gård och Rya ängaväg.